# Катенин, Геннадий Михаилович
Геннадий Михаилович Катенин (13 января 1900 — 29 октября 1943) — советский военный деятель, генерал-майор танковых войск (постановление СНК СССР № 788 от 16.07.1943).

## Биография
Родился в 13 января 1900 года в селе Морозовское Муравьищенской волости Чухломского уезда Костромской губернии (ныне Галичский район, Костромская область) в рабочей семье. Русский.
Член ВКП(б) с 1928 года (п/б № 2526403).

## Образование
Окончил сельскую 4-классную школу в Морозовке (1912). Окончил экстерном 9-летку (1928).
Окончил Иваново-Вознесенские пехотные курсы (1920), СТ КУКС «Выстрел» (1922), Военная академия имени М. В. Фрунзе (1933).

## Военная служба
С февраля 1919 года — красноармеец запасного Иваново-Вознесенского полка (г. Кинешма).
В РККА с 11 июня 1919 года. С 11 июня 1919 по апрель 1920 года — курсант Иваново-Вознесенских пехотных курсов.
С апреля 1920 года — командир взвода 1-го Ростовского запасного полка.
Участник Гражданской войны в России (май — август 1920) и советско-польской войны.
С 26 января по октябрь 1921 года — слушатель СТ КУКС «Выстрел»).
С октября 1921 года — помощник командира роты 401-го стрелкового полка. Ранен в правое плечо в феврале 1922 года.
С ноября 1922 года — помощник командира роты 134-го стрелкового полка. С ноября 1923 года — начальник пешей разведки 134-го стрелкового полка. С июля 1924 года — помощник командира роты 134-го стрелкового полка. С октября 1925 года — командир роты, с апреля 1928 года — командир батальона 137-го стрелкового полка (Киев).
С апреля 1930 по май 1933 года — слушатель Военной академии РККА им. М. В. Фрунзе.
С мая 1933 года — начальник отдела тыла 6-й механизированной бригады. Приказом НКО № 0015 от 06.1935 года назначен помощником начальника 8-го отдела штаба ОКДВА. С 17 сентября 1938 года — начальник отдела АБТВ 2-й армии. Участник боёв на озере Хасан (1938).
С 10 августа 1940 года — начальник отдела АБТВ 11-й армии.

### Великая Отечественная война
Начало Великой Отечественной войны встретил в должности начальника отдела АБТВ 11-й армии.
С 5 сентября 1941 года — начальник АБТО 27-й армии.
С 3 марта 1942 года — врид начальника АБТВ 1-го гвардейского стрелкового корпуса. 25 мая 1942 года приказ о назначении на должность начальника АБТВ 1-го гв. ск отменён.
В апреле — июне 1942 года пребывал в должности начальника АБТО 11-й армии.
С 21 ноября 1942 по 3 февраля 1943 года — в резерве Главного автобронетанкового управления РККА.
С 3 февраля 1943 года — командующий БТ и МВ 63-й армии. Приказом НКО № 02363 от 07.03.1943 года назначен Командующим БТ и МВ 65-й армии.
Умер от разрыва сердца в центральном госпитале 29 октября 1943 года. Похоронен в Москве.

## Воинские звания
- капитан;
- майор (приказ НКО № 482 от 24.01.1936)[2];
- подполковник
- полковник (приказ НКО № 0113 от 17.02.1938)[2];
- генерал-майор танковых войск (постановление СНК СССР № 788 от 16.07.1943)[2]

## Награды
- Орден Красного Знамени(05.03.1943, 03.11.1944, 31.01.1945, 20.04.1953)[2][6].
- медаль «XX лет РККА» (1938)[2].

## Память
- На могиле установлен надгробный памятник
- Его имя увековечено в Главном Храме Вооружённых сил России, и навсегда запечатлено на мемориале «Дорога памяти»[2]